# ТЕС Вадо-Лігуре
44°16′32″ пн. ш. 8°25′50″ сх. д. / 44.27556° пн. ш. 8.43056° сх. д.
ТЕС Вадо-Лігуре – теплова електростанція на північному заході Італії у регіоні Лігурія, провінція Савона. Модернізована з використанням технології комбінованого парогазового циклу.
У 1971 – 1972 роках на майданчику станції ввели в експлуатацію чотири конденсаційні блоки, кожен з яких мав потужність у 320 МВт. Вони розраховувались на споживання нафти, проте в кінці того ж десятиліття внаслідок стрімкого зростання цін на неї були модернізовані під використання вугілля.
Станом на початок 2000-х через нові ліміти на викиди шкідливих речовин два перші блоки вже не мали ліцензії на виробництво електроенергії. З урахуванням цього в 2007 році станцію частково модернізували, застосувавши більш ефективну технологію комбінованого парогазового циклу. Для створення такого блоку, котрий отримав номер 5, використали парову турбіну блоку №1, переноміновану до показника у 267 МВт. Тепер вона отримувала живлення від двох котлів-утилізаторів, куди надходили відпрацьовані гази двох нових газових турбін, кожна з яких мала потужність у 264 МВт. Після модернізації загальна паливна ефективність блоку №5 досягнула 57%. Як паливо новий генеруючий об’єкт став використовувати природний газ. Що стосується вугільних блоків 3 та 4, то станом на середину 2010-х вони були законсервовані та перестали враховуватись при визначенні потужності ТЕС.
Конденсаційні блоки використовували два димарі висотою по 200 метрів. Наразі видалення продуктів згоряння із котлів-утилізаторів через два димарі висотою по 90 метрів.
Для охолодження використовується морська вода, котра відбирається із Генуезької затоки за допомогою чотирьох трубопроводів та відповідної кількості насосів, а повертається в море через бетонний відвідний тунель.
Зв’язок із енергомережею відбувається по ЛЕП, розрахованій на роботу із напругою 380 кВ.